# Pagurus marshi
Pagurus marshi är en kräftdjursart som beskrevs av James Everard Benedict 1901. Pagurus marshi ingår i släktet Pagurus och familjen eremitkräftor. Inga underarter finns listade i Catalogue of Life.